# Кулешувка
Кулешувка (пол. Kuleszówka) — село в Польщі, у гміні Пясечно Пясечинського повіту Мазовецького воєводства.
У 1975-1998 роках село належало до Варшавського воєводства.